# Luis Briceño
Pour les articles homonymes, voir Briceño.
Luis Briceno, né le 26 novembre 1971 à Osorno (Chili), est un réalisateur franco-chilien.

## Biographie
Né en 1971, Luis Briceño s'est formé seul aux techniques d'animation, mais pratique aussi la prise de vue réelle.
Il s'est installé en France en 1992.
Il fait partie des fondateurs de la société de production Metronomic.

## Filmographie
- 2000 : Les oiseaux en cage ne peuvent pas voler
- 2005 : Billy the Killy
- 2009 : Adieu général
- 2009 : Fard
- 2011 : Tomatl, Chronique de la fin d'un monde
- 2019 : Amerigo et le nouveau monde